# Aljoša Jurinić
Aljoša Jurinić (Zagreb, 1989.) hrvatski je pijanist.

## Nagrade
Aljoša Jurinić pobjednik je brojnih domaćih i međunarodnih natjecanja, a značajan iskorak ostvario je 2012. godine pobijedivši na uglednom pijanističkom natjecanju Robert Schumann u skladateljevu rodnom gradu Zwickauu. Na 17. Međunarodnom pijanističkom natjecanju Frédéric Chopin u Varšavi 2015. godine - po mnogima najprestižnijem svjetskom pijanističkom natjecanju, koje se održava svake pete godine - plasirao se u finalnu etapu i time postao prvi finalist iz država bivše Jugoslavije u povijesti natjecanja. Također, laureat je elitnih pijanističkih natjecanja Kraljice Elizabete u Bruxellesu 2016. i Međunarodnog pijanističkog natjecanja u Leedsu 2018. godine.
Dobitnik je svih vodećih nagrada za mlade glazbenike u Hrvatskoj, od kojih se ističu Mladi glazbenik godine po izboru  Zagrebačke filharmonije (2012) i Nagrada Ivo Vuljević (2010); pobjednik je Međunarodnog natjecanja mladih glazbenika Ferdo Livadić u Samoboru (2013) i Tribine Darko Lukić (2015). Dobitnik je Nagrade Vladimir Nazor za 2015. i Nagrade Milka Trnina za 2017. godinu, a 2019. godine odlikovan je ordenom 
Red Danice hrvatske s likom Marka Marulića.

## Nastupi
Nastupao je kao solist i uz pratnju orkestra na renomiranim pozornicama diljem svijeta kao što su Carnegie Hall (New York), Musikverein (Beč), Salle Cortot (Pariz), Gasteig (München), Tokyo Opera City Concert Hall, Osaka Symphony Hall, La Sala Verdi (Milano), BOZAR (Bruxelles), Koncertna dvorana Vatroslava Lisinskog (Zagreb), Kolarac (Beograd), kao i mnogobrojnim gradovima u Kini. Više je puta nastupao na Splitskom ljetu, Osorskim glazbenim večerima i Dubrovačkim ljetnim igrama, na kojima je nagrađen nagradom Orlando 2019. godine za recital s violončelistom Lukom Šulićem.

## Školovanje
Rodio se u Zagrebu, gdje je završio osnovnu i srednju Glazbenu školu Pavla Markovca u razredu prof. Jasne Reba. Na zagrebačkoj Muzičkoj akademiji diplomirao je u klasi prof. Rubena Dalibaltayana. Dvije je godine studirao u Beču na Universität für Musik und darstellende Kunst u klasi prof. Noela Floresa (2009-2011), a tri godine na Scuola di Musica di Fiesole u Italiji u klasi Eliso Virsaladze (2011-2014). Na Hochschule für Musik Franz Liszt Weimar završio je pijanistički program najvišeg stupnja poslijediplomske koncertne izobrazbe (Konzertexamen) u klasi prof. Grigoryja Gruzmana (2014-2019).

## Diskografija
- 2017. – chopinalive (CristoforiumArt)[8]
- 2020. – Correspondances (KNS Classical)[9]

## Vanjske poveznice
- Službene stranice